# شرط‌بندی در تگزاس

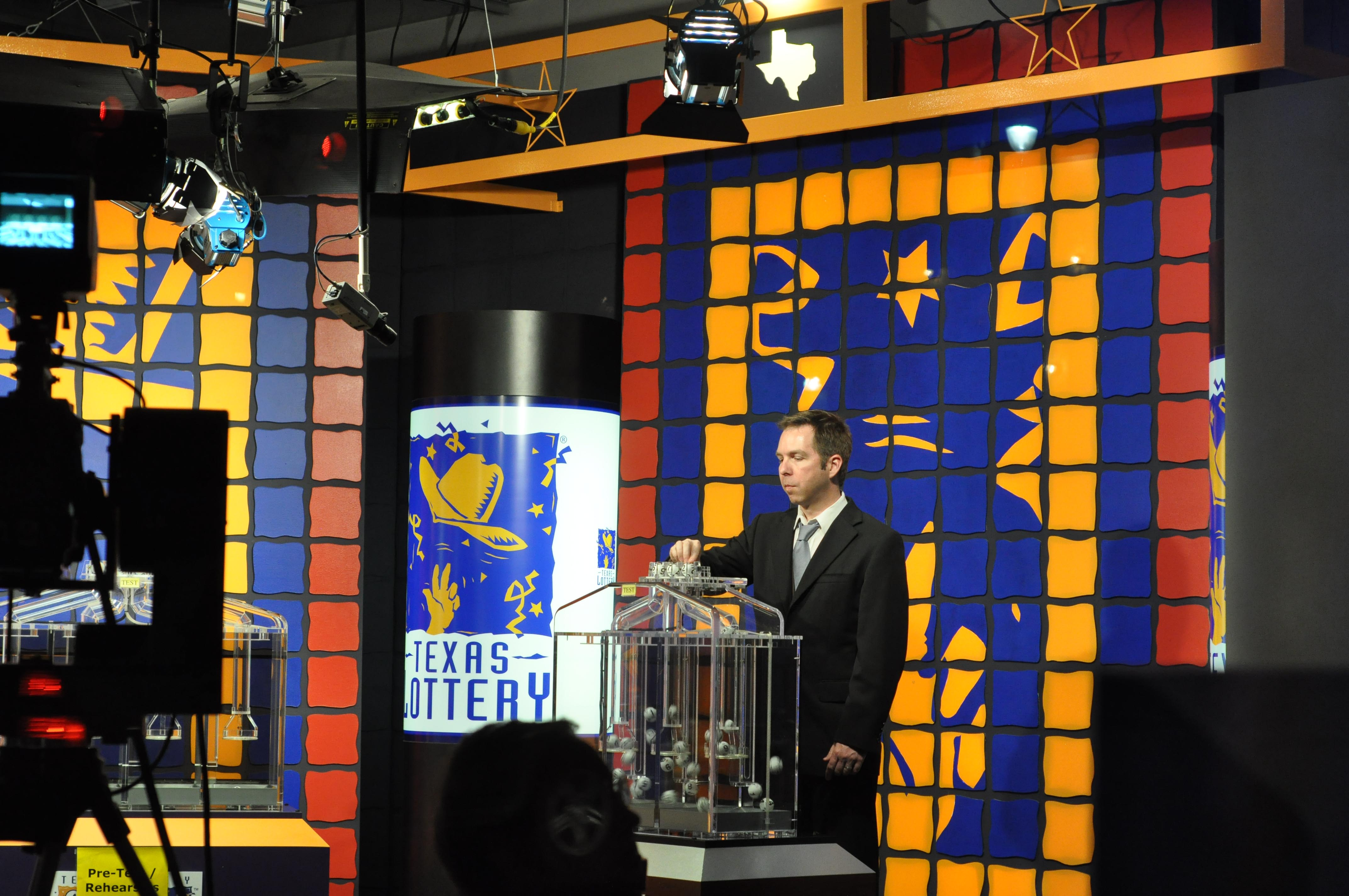
نمایی از یک‌برنامهٔ قرعه‌کشی بخت‌آزمایی که در یک استودیوی تلویزیونی در «دفتر مرکزی کمیسیون قرعه‌کشی» درحال انجام است. - ۲۰۰۹

شرط‌بندی در تگزاس (انگلیسی: Gambling in Texas) به طور قانونی داری مجوزهای مشمول لاتاریِ بینگو و قرعه‌کشی ها و کازینو هندی سه گانه میشود.